# Свобода волі
Свобода волі — філософське питання про те, чи людина вільна у своїх діях або рішеннях, чи вони визначені наперед, детерміновані.
Упродовж віків це питання цікавило філософів і теологів. Розгляд цього питання потребує розуміння взаємодії між свободою і причиною, визначення того, чи закони природи причинно зумовлені. Філософські школи відрізняються в поглядах на те, чи всі події детерміновані (детермінізм проти індетермінізму) та у поглядах на те, чи може свобода співіснувати з детермінізмом (сумісність проти несумісності). Так, наприклад, жорсткий детермінізм стверджує, що Всесвіт детерміністичний, що зумовлює неможливість свободи волі.
Принцип свободи волі має релігійні, етичні й філософські наслідки. Наприклад, у вотчині релігії, свобода волі може означати те, що всемогутня божа сутність не нав'язує свого впливу на вибір і волю особи. В етиці, свобода волі може означати те, що особа несе моральну відповідальність за свої дії. В царині науки цей принцип може означати те, що дії тіла, включно з мозком та розумом, не цілком визначені фізичною причинністю. Питання про свободу волі завжди залишалося в центрі уваги, відколи зародилася філософська думка.

## У західній філософії
Основні філософські напрямки щодо проблеми свободи волі можна поділити на групи в залежності від того, як їхні представники відповідають на два питання:
1. Чи світ детерміністичний?
2. Чи існує свобода волі?

Детермінізм можна грубо окреслити, як думку, яка вважає всі сучасні й майбутні події строго визначеними минулими подіями і законами природи. Ні детермінізм, ні його протилежність, індетермінізм, не визначають однозначно позиції філософів щодо свободи волі.
Погляд, за яким існування свободи волі сумісне з детермінізмом, називається компатибілізмом. Протилежний йому погляд, за яким детерміністичність світу жодним чином неможливо сумістити з вірою у свободу волі, називають інкомпатибілізмом. Жорсткий детермінізм — це варіант інкомпатибілізму, який приймає детерміністичність світу і заперечує думку про те, що люди мають будь-яку свободу волі. Метафізичне лібертаріанство погоджується з жорстким детермінізмом щодо заперечення компатибілізму. Оскільки лібертаріанці вірять у свободу волі, вони заперечують детермінізм і відстоюють індетерміністичні погляди, які були б сумісні зі свободою.

## Детермінізм
Слово детермінізм має багато значень. Кожне з цих значень породжує своє розуміння свободи волі.
Причинний (каузальний або номологічний) детермінізм стверджує, що всі майбутні події з необхідністю зумовлені минулими і теперішніми подіями та законами природи. Такий детермінізм часто ілюструють уявним експериментом під назвою демон Лапласа. Уявіть собі істоту, яка знає всі факти минулого й усі закони природи, яким підкоряється всесвіт. Така істота могла б передбачити майбутнє до найменшої подробиці.
Логічний детермінізм притримується думки, що усі твердження щодо минулого, сучасності чи майбутнього є або істинними, або неправдивими. В цьому контексті свобода волі неможлива, бо, яким чином вона могла б існувати, якщо вже в теперішній час визначено, чи твердження про щось у майбутньому є правильним.
Теологічний детермінізм стверджує, що існує Бог, який вирішує, що зроблять люди або за допомогою всевидіння або ж визначаючи їхні дії наперед своєю волею. В цьому контексті постає питання, як ми можемо мати свободу вибору, якщо існує вища сила, яка вже все вирішила за нас (парадокс свободи волі).
З точки зору біологічного детермінізму наша поведінка, віра й бажання зумовлені нашими генами. Існують також інші детерміністичні ідеї, серед яких культурний детермінізм і психологічний детермінізм. Комбінації різних детерміністичних ідей та їх синтез навіть ще поширеніші.

## Компатибілізм
Компатибілісти вірять, що детермінізм і свобода волі сумісні. Стратегія, до якої вдаються класичні компатибілісти, такі як Томас Гоббс, в тому, що людина діє вільно тільки тоді, коли дія є результатом її волі, й вона могла вчинити інакше, якби вона так вирішила. Іноді Гоббс приписує таку компатибілістську свободу людині, а не якійсь абстрактній волі, стверджуючи, наприклад, «що жодна свобода, крім свободи людини, не може стосуватися волі, бажання чи схильності, суть чого в тому, що він не знаходить перепони в тім, що він воліє, бажає чи має схильність зробити». Формулюючи це важливе твердження Давід Г'юм пише «ця гіпотетична свобода повсюдно дозволена бути у розпорядженні кожного, хто не є закованим у кайдани в'язнем». Ілюструючи свою позицію, компатибілісти вказують на очевидні випадки, коли когось позбавляють свободи волі зґвалтуванням, убивством, крадіжкою чи іншими формами насильства. У цих випадках свобода волі заперечується не тому, що минуле причинно зумовлює майбутнє, а тому, що насильник позбавляє жертву бажань чи права вибору дії. Насильник змушує жертву, і, на думку компатибілістів, саме це заперечує їхню свободу волі. Таким чином, говорять вони, детермінізм не має значення, значення має лише те, що вибір особистості був результатом її власних бажань й вподобань, а не нав'язувався якоюсь зовнішньою (або внутрішньою) силою. Щоб бути компатибілістом, не потрібно притримуватися будь-якого із поглядів на свободу волі, вистачить лише заперечувати те, що детермінізм і свобода волі не є сумісними.
Погляди Вільяма Джеймса не були неоднозначними. Він водночас вірив у свободу волі з «етичних міркувань», але не вірив у неї з точки зору науки. Його власні розмірковування теж не підтримували віру в неї. Що більше, він не приймав інкомпатибілізм у тому вигляді, як сформульовано нижче. Він не вірив у те, що відсутність детермінізму в людських діях є передумовою моральної відповідальності. У своїй праці «Прагматизм» він писав, що «інстинкту і міркуванням практичної зручності разом узятим можна цілком довірити виконання соціального завдання заохочення і покарання» без огляду на будь-яку метафізичну теорію. Він вірив, що відсутність детермінізму важлива як «доктрина полегшення» — вона дозволяє думку про те, що хоча світ, можливо, у багатьох відношеннях погане місце, його можна, однак, змінити людськими діями й зробити кращим. За його твердженням, детермінізм підриває меліоризм — ідею про те, що прогрес насправді існує і веде до покращення світу.
Сучасні компатибілісти, такі як Гаррі Франкфурт і Деніел Деннет обстоюють думку, що існують випадки, коли вибір змушеної до дій особи все ж вільний, бо сам примус збігається з особистими намірами й бажаннями цієї особи. Зокрема, Франкфурт відстоює варіант компатибілізму, який називається «ієрархічною ґраткою». Ідея в тому, що бажання індивіда першого рівня можуть конфліктувати між собою, але крім них може існувати бажання щодо різних бажань першого рівня (бажання другого рівня), які визначають, яким із бажань віддається перевага над іншими. Волю особи можна ідентифікувати з її справжнім бажанням першого рівня, тобто тим, яке вона задовільняє своєю дією.
Наприклад, існують безвольні наркомани, наркомани проти волі й наркомани, які бажають такими бути. Усі три групи мають різні бажання першого рівня щодо наркотику, рабами якого вони є. У першої групи немає бажання другого рівня утриматися від прийому наркотику. Наркомани з другої групи мають бажання другого рівня не приймати наркотик, а наркомани третьої групи мають бажання другого рівня приймати наркотики. За Франкфуртом наркомани першої групи повинні розглядатися, як позбавлені волі, а тому не вважатися більше особистостями. Наркомани другої групи бажають не вживати наркотик, але їхня воля підпорядковується шкідливій звичці. Нарешті, наркомани третьої групи вживають наркотик за власним вибором. Теорію Франкфурта можна узагальнити на будь-яке число рівнів. Критики теорії вказують, що немає впевненості, що конфлікт не виникне навіть на вищих рівнях ієрархії бажань. Інші зазначають, що Франкфурт не дає адекватного пояснення того, як взаємодіють різні рівні ієрархії.
У книзі «Ліктевий простір» Даніель Денет приводить аргумент на користь компатибілістської теорії свободи волі й розширює його в книзі «Свобода еволюціонує». Основа розмірковувань у тому, що, якщо не враховувати можливість існування Бога, всемогутнього демона, чи іншої подібної сутості, зважаючи на хаос та суттєве обмеження точності наших знань про сучасний світ, майбутнє для будь-якої особи зі скінченими можливостями визначене погано. Добре визначені тільки «сподівання». Здатність вчинити наперекір має сенс лише щодо цих сподівань, а не щодо якогось майбутнього, невідомого в дійсності й принципово.
За Денетом свобода волі існує тому, що індивід може діяти всупереч тому, чого від нього сподіваються. Інкомпатибілісти знаходять недоліки в цій ідеї, аргументуючи, що ми можемо бути лише простими «автоматами, які реагують передбаченим способом на стимули оточення».
Пропонувалися також інші складні побудови, присвячені компатибілістському аналізу свободи волі, але й для них не бракувало критики.

## Інкомпатибілізм
«Жорсткі детерміністи», наприклад Гольбах, приймають детермінізм і заперечують свободу волі. «Метафізичні лібертаріанці», такі як Томас Рейд, Петер ван Інваген і Роберт Кейн теж є інкомпатибілістами, але вони приймають свободу волі й заперечують детермінізм, дотримуючись думки про справедливість однієї з індетерміністичних теорій. Інший погляд висловлюють жорсткі інкомпатибілісти, вважаючи, що свобода волі несумісна ні з детермінізмом, ні з індетермінізмом. Таку точку зору відстоює Дерк Пербум.
Один із традиційних аргументів на користь інкомпатибілізму ґрунтується на понятті «помпи інтуїції» — якщо вибір дій людини визначений наперед, то вона повинна бути подібною до механічних речей, поведінка яких наперед визначена: заводних іграшок, більярдних куль, маріонеток чи роботів. Оскільки ці речі не мають свободи волі, тоді люди теж її не мають, якщо приймати за істину справедливість детермінізму. Компатибілісти, такі як Деніел Денет, заперечують цим думкам на тій основі, що, навіть, якщо люди й мають дещо спільне з такими речами, це ще не означає, що між ними та людьми немає суттєвої різниці.
Інший аргумент на користь несумісності називають «причинним ланцюгом». Інкомпатибілізм — ключова засада ідеалістичної теорії свободи волі. Більшість інкомпатибілістів відкидають думку про те, що свобода дії зводиться до «волюнтаристської поведінки». Вони наполягають на тому, що людина мусить бути «вирішальним» і «спонукальним» чинником дії. Вона мусить бути, вдаючись до традиційного виразу, causa sui. Відповідальність за вибір вимагає того, щоб особа була першопричиною вибору, де слово першопричина означає неіснування причини, яка спричила б цю причину. Тож, якщо людина має свободу волі, то верховна причина її дії — вона сама. Якщо детермінізм правий, то всі вчинки людини зумовлені подіями й фактами їй непідконтрольними. Якщо ж усе, що робить людина зумовлене непідконтрольними подіями й фактами, то вона не може бути верховною причиною своїх дій. Таким чином, вона не може мати свободи волі. Цей аргумент теж оспорювався численними філософами-компатибілістами.
Третій аргумент на користь несумісності сформулював Карл Джінет в 1960-х роках. Він широко обговорюється в сучасній літературі. У спрощеному вигляді цей аргумент зводиться до наступного: якщо детермінізм справедливий, тоді ми не можемо контролювати ні події минулого, які визначили наш теперішній стан, ні закони природи. За браком такого контролю ми також не маємо жодної можливості контролювати їхні наслідки. Оскільки наш вибір і наші дії, з точки зору детермінізму, з необхідністю є наслідками минулого й законів природи, то ми не можемо ними управляти, і, отже, не маємо свободи волі. Цю низку розмірковувань називають аргументом наслідків Peter van Inwagen remarks that C.D. Broad had a version of the consequence argument as early as the 1930s.. Петер ван Інваґен зауважує, що такий агрумент висував ще в тридцятих роках С. Д. Броуд.
Для компатибілістів проблема цього аргументу в тому, що з нього випливає неможливість іншого вибору, ніж той що був зроблений насправді. Наприклад, Оля — компатибілістка і наразі сидить на дивані, але з впевненістю стверджує, що могла й залишитися стояти, якби захотіла. Але з аргументу наслідків слідує, що, якби Оля залишилася стояти, вона або спричинила б протиріччя, або порушила закон природи або змінила минуле. Отже, за Джінетом та ван Інваґеном компатибілісти вірять в існування «неймовірних можливостей». Одна з відповідей на цей аргумент зводиться до того, що він ставить знак рівності між поняттями можливості та необхідності, або до того, що термін свобода волі використовується, щоб звести будь-який вибір до ілюзії, в той час як справжній вибір уже зроблено, а той хто вирішував наче про це забув. Девід Люїс сказав, що компатибілісти весь час розмірковують про можливість зробити щось всупереч, якби в минулому склалися інші обставини.

## Лібертаріанський інкомпатибілізм
До несумісності свободи волі і детермінізму схиляється також метафізичне лібертаріанство. Лібертаріанство притримується думки, що свобода волі існує, себто, що особа при даних обставинах має вибір із більше ніж одного варіанту дії. Оскільки детермінізм вважає, що можливе тільки одне визначене майбутнє, то він несумісний із свободою волі й не може бути справедливим.
Лібертаріанські теорії можна розділити на надприродні й наукові або натуралістичні. Надприродні теорії вважають, що нефізичний розум чи душа мають примат над фізичною причинністю, тож те, що відбувається в мозку й призводить до виконання дії не має винятково фізичного пояснення. Цей підхід пов'язаний з дуалізмом розуму та тіла й іноді має теологічну мотивацію.
Наукові пояснення лібертаріанства, які називають «натуралістичними», іноді спираються на панпсихізм, теорію, за якою розум пов'язаний із усіма частинками й пронизує весь Всесвіт, усі розумні й нерозумні сутності. Інший натуралістичний підхід не вимагає від свободи волі бути фундаментальною складовою Всесвіту. Їхня точка зору в тому, що звичайна стохастичність забезпечує достатній «ліктевий простір». Волевиявлення розглядається як складний високорівневий процес із елементами індетермінізму. Прикладом такого підходу є роботи Роберта Кейна.

## Інші погляди
Погляди деяких філософів важко категоризувати як компатибілістські чи інкомпатибілістські, належні до жорсткого детермінізму чи лібератаріанські. Джон Локк, наприклад, заперечував те, що фраза «свобода волі» має будь-який сенс (порівняйте з теологічним нонкогнітивізмом, подібною позицією щодо існування Бога). Він також притримувався думки, що питання про справедливість детермінізму неважливе. Локк вірив, що визначальна риса волевої поведінки в тому, що особа може відкласти прийняття рішення доти, доки не зможе обміркувати наслідки вибору: «воля, насправді, не означає нічого іншого, як здатність чи можливість надати перевагу чи вибрати». Аналогічно, Девід Г'юм висловив думку, що вся дискусія щодо свободи волі — не більше ніж питання «слововжитку». На його думку, також, її можна пояснити «неправдивим відчуттям або уявними переживаннями», якими пояснюється значна частина наших дій. Розміркувавши, ми усвідомлюємо, що ці дії були необхідними й наперед визначеними з самого початку.
Артур Шопенгауер сформулював загадку про свободу волі та моральну відповідальність такими словами:
 A priori кожен вірить, що він абсолютно вільний, навіть у своїх особистих діях, і думає, що в будь-який момент може почати жити по іншому… Але a posteriori, з досвідом, він на свій подив відкриває для себе, що невільний, що ним керує необхідність, що, незважаючи на всю свою рішучість і роздуми про своє життя, його поведінка не змінилася, і, що з початку до кінця життя, він мусить носити в собі саме той характер, який викликає його власний осуд…
В книзі «Про свободу волі» Шопенгауер стверджує: «Ви можете робити, що бажаєте, але в будь-яку мить свого життя ви можете бажати тільки одну визначену річ і абсолютно нічого іншого, крім тієї речі».
Рудольф Штайнер, який працював над повним виданням праць Шопенгауера, написав книгу «Філософія волі», зосереджену на питанні про свободу волі. Штайнер виходить із виділення двох аспектів свободи: свободи думки і свободи дії. На його думку внутрішня свобода досягається тоді, коли ми встановлюємо місток між нашими відчуттями, які відображають видимість світу, та нашими думками, які дають доступ до внутрішньої природи світу. Зовнішня свобода досягається при наповненні наших дії моральними уявленнями. Мета Штайнера — показати, що ці два аспекти, внутрішній та зовнішній, доповнюють один одного до цілого, й що справжня свобода досягається тільки тоді, коли вони об'єднуються.
Сучасний філософ Ґален Строусон погоджується з Локом у тому, що справедливість чи хибність детермінізму для вирішення проблеми неважлива. На його думку поняття свободи волі веде до безмежної регресії, а тому беззмістовне. За Стаусоном, якщо людина відповідальна за те, що робить у даній ситуації, то вона повинна нести відповідальність за те, якою є в певному ментальному відношенні. Так, щоб нести відповідальність за ситуацію S, людина повинна нести відповідальність за ситуацію S−1, щоб нести відповідальність за ситуацію S−1, вона повинна бути відповідальню за ситуцію S−2 і так далі. На якійсь ланці цього ланцюжка, він повинен був зародитися. Але це неможливо. Людина не може створити себе чи стан свого розуму ex nihilo. Висновок із цих розмірковувань — те, що сама свобода волі абсурдна, а не те, що вона несумісна з детермінізмом. Строусон називає свої погляду «песимізмом», але їх можна визначити також як жорсткий інкомпатибілізм.
Тед Годеріч притримується погляду, що «детермінізм справедливий, а як компатибілізм так й інкомпатибілізм помилкові». Водночас справжня проблема в іншому. Годеріч стверджує, що детермінізм справедливий, а його заперечення з точки зору квантових явищ хибні тому, що квантові явища — це не події в просторі й часі, а абстрактні сутності. Далі, навіть, якщо вони події на мікро-рівні, схоже, вони не суттєві для того, яким є макросвіт. Він стверджує, що інкомпатибілізм помилковий, бо, навіть якщо детермінізм справедливий, інкомпатибілісти ніколи не могли й не зможуть дати правильне пояснення походження світу. Він відкидає компатибілізм тому, що він, як і інкомпатибілізм, робить припущення про існування єдиного, фундаментального поняття свободи. Існують два поняття свободи: волевиявлення в дії та походження світу. Для пояснення свободи волі й відповідальності потрібні вони обидва. Залишити без уваги ці поняття означає залишити без уваги відповідальність. З одного боку у нас є наша інтуїція, з іншого — наукові факти. «Нова» проблема в тому, як розв'язати цей конфлікт.
Олександр Миколайович Костенко запропонував генераційно-регуляційну модель поведінки людини, засновану на «законі годинника». Відповідно до цієї моделі воля людини — це здатність генерувати поведінку, а свідомість людини — це здатність регулювати поведінку. Таким чином, згідно із «законом годинника» воля відіграє роль «пружини», а свідомість — роль «маятника» у механізмі людської поведінки.
Проблема свободи волі у світлі соціального натуралізму вирішується так: свобода волі — це можливість людини генерувати (породжувати) свою поведінку, що регулюється свідомістю. Ця можливість може реалізуватися двома способами: 1) відповідно до законів фізичної, біологічної та соціальної природи; 2) всупереч цим законам. Відповідно до цього свобода волі є двох видів (дуалізм свободи волі): 1) свобода волі, упорядкованої законами природи; 2) свобода волі, не упорядкованої законами природи, тобто свобода сваволі. Поняття свободи в цьому контексті інтерпретується наступним чином: свобода — це можливість своєю власною волею генерувати (породжувати) поведінку, що регулюється свідомістю. Якщо у соціальній поведінці людини ця можливість реалізується відповідно до законів соціальної природи, то є справжня свобода людини, якщо ж вона реалізується всупереч законам соціальної природи, то це псевдосвобода (наприклад, у вигляді кримінальної свободи, що проявляється при вчиненні злочину).
Із соціально-натуралістичної концепції свободи волі випливає також дуалістична концепція лібералізму в соціальних науках, згідно з якою лібералізм є двох видів: 1) ідеологія, яка обґрунтовує нічим не упорядковану свободу, тобто сваволю в соціальній поведінці людей (так званий «безкультурний» лібералізм); 2) ідеологія, яка обґрунтовує свободу, упорядковану законами соціальної природи, тобто справжню свободу (так званий «культурний» лібералізм). Для вирішення проблеми свободи волі Костенко сформулював так зване «основне питання філософії свободи волі»: «Яка роль волі і свідомості людини у світі, що існує за законами природи?». У світлі соціального натуралізму це питання вирішується наступним чином: «Воля і свідомість людини — це засоби пристосування людини до законів природи!». Виходячи з цього, О. М. Костенко і пропонує вирішувати проблему свободи волі і детермінізму.
Свободу волі можна розглядати, як можливість особистості робити вибір незалежно від обставин, зовнішніх чи внутрішніх. Якби вибір був зумовлений хоча б однією обставиною, він би не був вільним. Так само, якщо людина хвора хоча б на одну хворобу, вона вже не здорова, хай вона буде здорова від усіх інших хвороб у світі. Наявність свободи волі, тим не менш, не виключає її обмеженості у людини і впливу обставин на вибір людини. Але принаймні частина рішень людей є вільними, а отже не зумовленими жодними обставинами. Таке розуміння свободи волі означає, що свобода волі не може бути породжена матерією чи будь-якими іншими обставинами, свобода волі має скоріш метафізичне походження. Це також означає, що свобода волі не може бути породжена випадковостями, адже випадковості це теж обставини. Свободу волі не можливо розглядати у відриві від особистості, адже свобода волі це саме властивість особистості, отже особистість людини за наявністю такої властивості, як свобода волі, не може бути похідною будь-яких обставин і так само не може складатися із якихось елементів. Особистість в такому випадку є неподільна, цілісна метафізична субстанція нематеріального походження. Питання ж співвідношення космологічного детермінізму і свободи волі взагалі втрачає свій сенс, через те, що особистість не є похідною матерії. Закони матеріального світу можуть бути чітко детерміновані, але це не позбавляє особистість свободи вибору. Бо особистість існує поза матерією.

## Філософія Об'єднання
З точки зору філософії об'єднання, свобода волі розглядається в контексті єдності інтелекту, емоцій та волі. У той час як у філософії свобода часто зводиться до свободи вибору, що є свободою волі, філософія об'єднання стверджує, що свобода розуму повинна бути одночасно свободою волі та свободою емоцій. Це означає, що коли людина робить вибір, вона не тільки проявляє свою волю, але й задіює розум для судження про те, що краще, та емоції, щоб бути задоволеною своїм вибором. Таким чином, свобода волі не є ізольованою здатністю, а інтегрованою функцією людської особистості, де раціональне пізнання, емоційне задоволення та свідомий вибір діють узгоджено.
Крім того, свобода тут не трактується як довільна вседозволеність, а реалізується лише у зв’язку з істинними принципами (Логосом) і відповідальністю перед метою творення, що базується на любові (шімджон). У такому розумінні істинна свобода волі — це активна участь людини у творчому здійсненні Божої любові, що веде до гармонії душі й тіла та до служіння загальному благу.

## Моральна відповідальність
Загалом суспільство вважає людей відповідальними за їхні вчинки, й може похвалити чи осудити їх за те, що вони роблять. Проте, побутує думка, що моральна відповідальність потребує свободи волі. Таким чином, ще один важливий аспект дебатів щодо свободи волі у тому, чи індивіди повинні нести моральну відповідальність за свої вчинки, і, якщо так, то в якому сенсі.
Інкомпатибілісти, зазвичай, вважають, що детермінізм ворожий моральній відповідальності. Здається неможливим, що людина відповідальна за свої дії, які можна передбачити (в принципі), починаючи з початку часів. Жорсткі детерміністи говорять: «Тим гірше для свободи волі!», відкидаючи це поняття. Звертаючись до таких ідей жорсткого детермінізму, Кларенс Дерроу, відомий адвокат, ратував за невинність клієнтів Леопольда та Лоеба. Виголошуючи завершальну промову, він проголосив:

Яка вина цього хлопця? Він не був своїм власним батьком, він не був власною мамою, він не був власними дідами й бабусями. Усе це йому просто впало. Він не оточував себе гувернантками й багатством. Він не зробив себе сам. І все ж його змушують розплачуватися.

Навпаки, лібертаріанці говорять «Тим гірше для детермінізму». Деніел Денет питає, чому перейматися тим, що комусь властива відповідальність, і розмірковує, що ідея моральної відповідальності, можливо, «просто метафізичне скигління». Жан-Поль Сартр приводить аргумент, що люди іноді уникають звинувачень і відповідальності, ховаючись за детермінізмом: «.. ми завжди готові сховатися за вірою в детермінзм, якщо ця свобода тисне на нас, чи коли нам потрібна відмовка». Проте, однаково справедлива позиція, яка проголошувала б таких людей «ницими» чи «нечесними».
Питання про моральну відповідальність лежить в самому центрі суперечок між жорсткими детерміністами й компатибілістами. Жорсткі детерміністи вимушені визнати, що індивіди часто мають «свободу волі» в компатибілістському сенсі, але вони заперечують те, що такий сенс свободи волі може служити основою моральної відповідальності. Той факт, що вибір суб'єкта дії йому не нав'язані, не змінює того факту, що детермінізм позбавляє його від відповідальності.
Компатибілісти заперечують, що навпаки, детермінізм є необхідною умовою моральної відповідальності. Суспільство не може вважати кого-небудь відповідальним, якщо його дії не були чимось визначеними. Цей аргумент можна прослідкувати до Давида Г'юма. Якщо індетермінізм істинний, то нічим не визначені події випадкові. Сумнівно, чи можна винагороджувати або осуджувати когось за дії спонтанно генеровані його нервовою системою. Зовсім навпаки, потрібно показати, як дії стали результатом бажань і уподобань суб'єкта, характеру особи, перш ніж змусити її морально відповідати за вчинки. Лібертаріанці могли б відповісти, що невизначені події зовсім не випадкові, але є результатом субстантивної волі, рішення якої не визначені наперед. Компатибілісти вважають цей аргумент незадовільним, бо він лише відсуває проблему на крок назад. Крім того, він звертається до якоїсь містичної метафізики, як і до їдеї ex nihilo nihil fit. Лібертаріанці відповідають, намагаючись прояснити те, яким чином недермінована воля може бути прив'язаню до підневільного суб'єкта.
Апостол Павло в Посланні до Римлян розмірковує про питання моралі й відповідальності таким чином: «Чи ганчар не має влади над глиною, щоб із того самого місива зробити одну посудину на честь, а одну на нечесть?» З такої точки зору особа може зганьбитися своїми діями, хоча ці дії в найзагальнішому сенсі були повністю визначені Богом.
Схожий підхід стверджує, що основою моральної відповідальністі людини є її характер. Тобто, людина з характером убивці не може не вбивати, але все ж повинна нести покарання, бо справедливо карати тих, у кого поганий характер. Те, яким чином був сформований цей характер, при такому підході несуттєво. Так, Роберт Камінз, а за ним інші, стверджують, що людей слід судити, виходичи не з їхніх діянь, а з того, наскільки ці діяння «викривають їхній характер». Якщо характер, як би його не означали, є причиною, що визначає вибір людини, й якщо вибір людини аморальний, тоді людина повинна відповідати, попри те, які в неї гени, чи на інші фактори такого роду.
Єдиним винятком з правила, за яким моральна провина визначається або рисами характеру або свідомими діями, виникає у випадку захисту з огляду на божевілля.

## Релігійні погляди на свободу волі

### Православ'я
Східна (або Халкідонська) православна церква сповідує віру, відмінну від лютеранських, кальвіністських та армініанських протестантських поглядів. Різниця полягає в інтерпретації первородного гріха, відомого як «прабатьківський гріх», де православні не вірять у повну зіпсованість. Православні відкидають пелагіанську думку, за якою первородний гріх не пошкодив людську природу; вони вважають, що людська природа зіпсована, але, незважаючи на падіння людини, божественний образ, який вона несе, не був знищений.
Православна церква відкидає напередвизначення, не заперечує свободу людської волі і дотримується вчення про синергію  (грец. συνεργός, що означає спільна робота), яке свідчить, що людина має свободу і повинна, якщо вона хоче спастись, прийняти та діяти з благодаттю Божою. Святий Іоанн Касіан, отець церкви IV століття та учень святого Іоанна Золотоуста, сформулював цю точку зору, і всі східні отці прийняли її. Він вчив, що «Божественна благодать необхідна для того, щоб грішник міг повернутися до Бога і жити, але людина повинна спочатку сама захотіти і спробувати вибрати Бога і коритися Йому», і що «Божественна благодать необхідна для спасіння, але вона не обов'язково повинна передувати вільному вибору людини, тому що, незважаючи на слабкість людського воління, воля може взяти на себе ініціативу щодо Бога».
Деякі православні християни використовують притчу про потопаючого для наочної ілюстрації вчення про синергію: Бог з корабля кидає канат потопаючому, витягує його, рятуючи, а людина, якщо хоче врятуватися, має міцно триматися за канат; пояснюючи одночасно, що спасіння — дар Божий і людина не може врятуватися сама, і що людина має співпрацювати (syn-ergo) з Богом у процесі спасіння.
Федір Достоєвський, російський православний прозаїк, запропонував багато аргументів за і проти свободи волі. Відомі аргументи можна знайти в розділі «Великий інквізитор» у «Братах Карамазових» і в його праці «Записки з підпілля». Він також висунув аргумент, що самогубство, якщо воно ірраціональне, насправді є підтвердженням свободи волі (див. Кирилов у романі «Демони»). Що стосується аргументу, викладеного в розділі «Бунт» братів Карамазових, що страждання невинних не варті ціни вільної волі, Достоєвський, схоже, пропонує ідею апокатастасису (або загального спасіння) як одне з можливих раціональних рішень.

### Католицизм
Теологи католицької церкви визнають ідею свободи волі, але загалом не розглядають її як таку, що існувала б чи суперечила б божій милості. Святий Августин та Тома Аквінський багато писали про свободу волі. Святий Августин підкреслював важливість свободи волі у відповіді манікаенцям, а також звертався до питання щодо ідеї про те, що необмежена свобода волі заперечує божу милість, у відповіді Пелагію. Католицизм наголошує на тому, що свободу волі і божу милість часто простиставляють, особливо в реформованому протестантизмі після контр-реформації, але розуміння різних поглядів на свободу волі є настільки ж важливим, як розуміння різних поглядів на природу Бога. Бог може бути всемогутнім і все відати навіть тоді, коли люди мають свободу волі, бо Бог не існує в часі.

### Протестантизм
Усі протестантські течії єдині у визнанні свободи волі людини. Хоча кальвінізм (на відміну від інших течій) і говорить про визначеність долі людини і світу, все ж свобода волі не ставиться під сумнів. Бог створив людину, щоб любити її. Щоб людина могла відповідати Богові взаємністю, потрібна можливість того, щоб відмовитись від стосунків з Богом (що людина і вибрала). Кожній людині Бог дав право вибору свого шляху: «Сьогодні взяв я за свідків проти вас небо й землю, життя та смерть дав я перед вами, благословення та прокляття. І ти вибери життя, щоб жив ти та насіння твоє, щоб любити Господа, Бога свого, щоб слухатися голосу Його та щоб линути до Нього, бож Він життя твоє, і довгота днів твоїх, щоб сидіти на цій землі, яку заприсягнув Господь батькам твоїм Авраамові, Ісакові та Якову, дати їм.» (Повторення Закону 30:19)

### Мунізм
Згідно з "Викладом Принципу", богословським текстом Церкви Об'єднання, свобода нерозривно пов'язана з Божим Принципом (Його Словом). Справжня свобода має три основні характеристики: вона не може існувати поза межами Принципу, вона завжди супроводжується відповідальністю, і вона повинна мати на меті досягнення результату, який приносить радість Богу. Людина, створена за образом Божим, наділена свободою волі для того, щоб виконати свою частку відповідальності у досягненні досконалості. Таким чином, свобода первозданної душі, якою були наділені Адам і Єва, не могла стати причиною гріхопадіння, оскільки її природа полягала в тому, щоб природно слідувати Божій волі та Його заповіді.
Гріхопадіння сталося не через свободу, а внаслідок її неправильного використання, коли сила позапринципової любові, що виникла у стосунках між Євою та ангелом Люцифером, виявилася потужнішою за прагнення свободи первозданної душі. Цей акт призвів до втрати людством істинної свободи та підпорядкування сатані. Однак, навіть у грішній людині збереглася первісна природа, яка прагне до відновлення втраченої свободи. Відновлення цієї свободи можливе через зворотний процес: грішна людина, використовуючи свою свободу волі, може створити умову для взаємодії з Богом, дотримуючись Його Слова. Цей процес відроджує первозданну природу людини і відновлює її стосунки любові з Богом, що є метою провидіння відновлення. Історичний процес, згідно з цим вченням, є шляхом поступового відновлення людством своєї первозданної свободи.